# Faro de Mouro

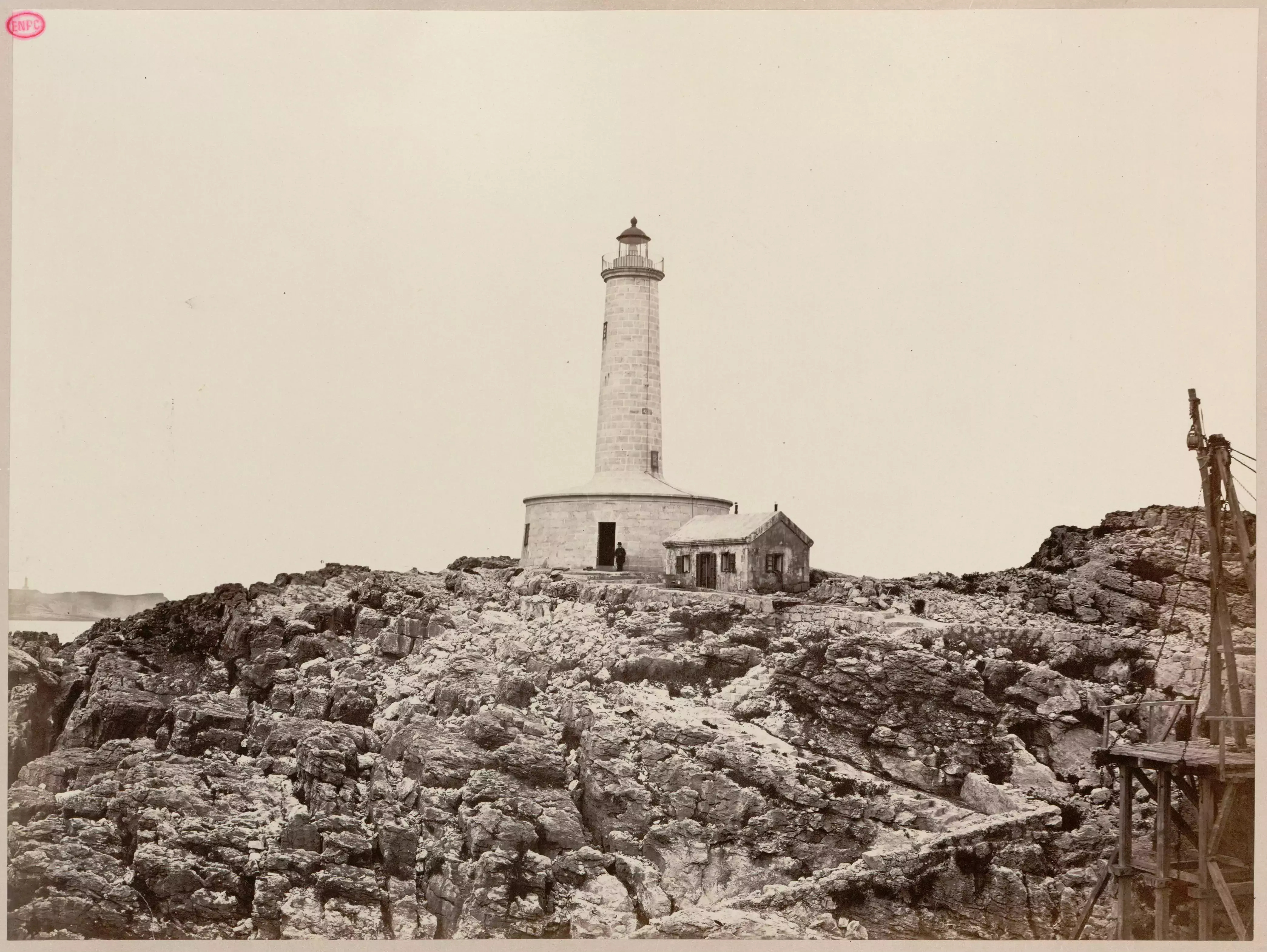
Faro de la Isla de Mouro (ca. 1867). Fotografía de Jean Laurent.

El faro de la isla de Mouro se encuentra situado en la isla homónima a la entrada a la Bahía de Santander, en Cantabria (España).

## Edificio
Este faro entró en funcionamiento por primera vez el 15 de febrero de 1860. Su diseño es similar a otros faros de roca de los que alumbran las costas inglesas, con una torre cónica blanca ubicada en el centro de la vivienda (de una sola planta) donde residían los fareros. Estos lo hicieron hasta 1921, dándose la circunstancia de que en numerosas ocasiones permanecían varios días incomunicados por los temporales al residir en una isla. La altura focal del faro es de 38,7 metros sobre el nivel del mar, siendo la torre de 18,39 metros de altura sobre el suelo.

## Ayudas a la navegación
Originalmente utilizaba este faro una lámpara de una mecha, la cual fue sustituida en 1920 por un destellador de llama desnuda con quemador, además de una óptica de tambor. En 1989 la Demarcación de Costas (organismo oficial que por aquel entonces ostentaba la titularidad del faro) cambió de la alimentación por gas que utilizaba hasta entonces por la energía solar fotovoltaica, y optó por descabezar el faro pasando este a la categoría de baliza. 
El 26 de abril de 2004, habiendo pasado el faro a depender de la Autoridad Portuaria de Santander, se recupera la estética original, al ponerle una nueva linterna. Se utiliza una luz blanca con 1+2 destellos cada 21 segundos, con las siguientes fases: 0,5+4,5+0,5+1,5+0,5+13,5. La potencia de la linterna hace visible la luz a una distancia de 11 millas náuticas.

## Episodios relevantes
Un fuerte temporal acaecido en 1865 hizo que uno de los fareros perdiera la vida tras ser arrastrado por una ola y caer al mar. En el transcurso de un temporal en 1896 a uno de los dos fareros que residían en la isla le sobrevino la muerte de forma repentina, y su compañero no tuvo más alternativa que convivir varios días con su cadáver hasta que remitió la tormenta.
En febrero de 1996 otro temporal destrozó el sistema de iluminación y el faro permaneció varios días apagado ante la imposibilidad de acceder a él y reparar la avería.